# Деренівка (пам'ятка природи)
Дерені́вка — ботанічна пам'ятка природи місцевого значення в Україні. Розташована в межах Городоцької міської громади Хмельницького району Хмельницької області, на схід від села Грицьків.
Площа 17 га. Статус надано згідно з рішенням облради від 18.10.1991 року № 306. Перебуває у віданні КСГП iм. Демитрова с. Великий Карабчіїв.
Цінність являє собою лісовий масив, який розкинувся на лісовому корінному придолинному крутосхилі р. Смотрич. Його поверхня помережена декількома досить глибокими ярами з обривистими бортами. Розташоване за 0,3 — 0,4 км на схід від села Грицьків.
Як на урочище, так i з нього відкриваються краєвиди з гористою місцевістю, вкритою прадавньою лісовою та частково наскельною рослинністю, з широкою заплавою р. Смотрич. Тут проходить північна межа відомих «Подільських Товтр». Це i зумовило досить своєрідний i різноманітний рослинний світ урочища. Характерною особливістю є зростання в його грабових та грабово-дубових лісах низки видів рослин, притаманних флорі Товтрової гряди. Поміж них є чимало, які занесені до Червоної книги України. То передусім орхідні: булатка великоквіткова, коручки морозиковидна та темно-червона, зозулині сльози яйцелисті, гніздівка звичайна, любки дволиста та зеленоцвітна, а також лілія лісова, підсніжник звичайний.
Тут знайдено єдине місцерозташування в області дуже рідкісного гірського карпатського виду — карпезія пониклого. На верхніх частинах схилів, на так званих «лобах» зростають досить потужні популяції малопоширеного виду — аконіту шерстистовустного. На днищі одного з найбільших ярів урочища, розмитого зливовими та талими сніговими водами, знайдено бивень мамонта та інші палеонтологічні рештки тварин.
Пам'ятка природи «Деренівка» входить до складу національного природного парку «Подільські Товтри».